# Theriophonum
Theriophonum Blume  – rodzaj geofitów ryzomowych, należący do rodziny obrazkowatych, liczący 5 gatunków endemicznych dla Indii i Sri Lanki, zasiedlających wilgotne, trawiaste miejsca w runie lasów równikowych oraz wilgotne nieużytki. Nazwa naukowa pochodzi od greckich słów θεριών (therion – dzikie zwierzę) i φόνος (phonos – morderstwo) i odnosi się do cech fitochemicznych tych roślin.

## Morfologia
PokrójMałe rośliny naziemne.
ŁodygaPodziemna bulwa pędowa o średnicy 1,5–2,5 cm.
LiścieLiście na ogonkach o długości 10–30 cm, o blaszce głównie oszczepowatej, niekiedy sercowatej, strzałkowatej lub równowąsko-lancetowatej; całobrzegiej. Użyłkowanie siatkowate.
KwiatyRośliny jednopienne. Roślina tworzy wiele kwiatostanów typu kolbiastego pseudancjum. Szypułki krótkie, o długości od 4,5 do 10 cm, pochylające się do ziemi po przekwitnięciu. Pochwa kwiatostanu zielonkawa do ciemnopurpurowej, w dolnej części zwinięta, w górnej rozwarta; odpada w całości po przekwitnięciu. Kolba żółtawa do czarnej, w dolnej części pokryta kilkoma kwiatami żeńskimi, zwykle ułożonymi w pojedynczej spirali. Fragment pokryty kwiatami męskimi oddzielony jest od kwiatów żeńskich długim, sterylnym odcinkiem, pokrytym w całości lub jedynie w dolnej, środkowej lub górnej jego części, nitkowatymi lub szydłowatymi prątniczkami. Prątniczki występują niekiedy również nad odcinkiem kwiatów męskich. Wyrostek kolby siedzący lub osadzony na trzonku, cylindryczny do szydłowatego. Kwiaty męskie 1-2-pręcikowe z dwoma pylnikami połączonymi dziobowatym łącznikiem. Zalążnie jednokomorowe z 2 łożyskami położonymi szczytowo i bazalnie oraz nie mniej niż 3 ortrotropowymi zalążkami. Znamię słupka siedzące.
OwoceJagody z kilkoma nasionami o regularnie prążkowanej łupinie i nabrzmiałym, białawym sznureczkiem.
GenetykaLiczba chromosomów 2n = 16 (14, 18).
Gatunki podobneRośliny z rodzajów arizema, obrazki i Typhonium, od których różni się bazalnym i szczytowym położeniem łożysk.

## Systematyka
Rodzaj należy do podrodziny Aroideae z rodziny obrazkowatych.
Gatunki
- Theriophonum dalzellii Schott
- Theriophonum fischeri Sivad.
- Theriophonum infaustum N.E.Br.
- Theriophonum minutum (Willd.) Baill.
- Theriophonum sivaganganum (Ramam. & Sebastine) Bogner